# Pol Bollansee
Leopold (Pol) Bollansée  (Berchem, 22 augustus 1929 – Antwerpen, 26 december 1984) was een Vlaams zanger, vooral bekend als lid van De Strangers.
Bollansee was monitor in een beschutte werkplaats als leerlooier en later ook ambulancier. Hij huwde in 1963. Hij was het oudste groepslid van De Strangers en medeoprichter van de groep. Bij fans van de groep staat hij vooral bekend als “Schele Vanderlinden”, de scheel kijkende brandweerman die hij tijdens live-opvoeringen van het nummer gestalte gaf. 
Bollansee overleed eind 1984 aan een 5de hartaanval. Hij was het eerste lid van De Strangers dat overleed. Als eerbetoon namen de overige groepsleden nadien het lied “Pol” op. 